# Liliacul (film din 1955)
Liliacul (titlul original: în germană Rauschende Melodien) este un film de operetă est-german, realizat în 1955 de regizorul E.W. Fiedler, după opereta omonimă a compozitorului Johann Strauss (fiul), protagoniști fiind actorii Erich Arnold, Jarmila Ksírová, Sonja Schöner, Herbert Kiper.

## Conținut
Versiunea de film a „Liliacului” lui Johann Strauss este fidelă în esență operetei. Notarul Falke folosește balul prințului Orlofsky, la care domnii onorabili ai societății vieneze se amuză alături de balerinele operei, pentru a se răzbuna împotriva doctorului Eisenstein, care l-a blamat cândva la un chef. La bal este invitată și soția lui Eisenstein, Rosalinde. În timpul petrecerii fastuoase, Eisenstein își curtează propria soție, care a fost deghizată în contesă maghiară. Dimineața, se grăbește la închisoare pentru a executa o sentință ușoară, pentru o jignire la adresa doctorului Falke, care anterior la un bal mascat, a fost deghizat în liliac. Indignarea lui este enormă atunci când găsește deja un „Dr. Eisenstein” închis. Fusese scos cu o seară înainte din brațele soției lui Eisenstein, fiind confundat cu acesta...

## Distribuție
- Erich Arnold – Gabriel von Eisenstein
- Jarmila Ksírová – Rosalinde von Eisenstein, soția sa
- Sonja Schöner – Adele, servitoare la Eisenstein
- Herbert Kiper – Dr. Falke
- Gerd Frickhöffer – Prinz Orlofsky
- Rolf Weih – Alfred, profesor de muzică
- Hans Wocke – Frank, directorul închisorii
- Josef Egger – Frosch, gardian la închisoare
- Elvira Sternbeck – Ida
- Hans Klering – Dr. Blind
- Hans Alexander – un deținut
- Günter Beurenmeister – un admirator
- Bob Bolander – Bersitz
- Ursula Dücker – o damă
- Christine Fischer – o damă
- Walter Grimm – un domn
- Ernst Paul Hempel – poștașul
- Hella Jansen – o damă
- Günter Klostermann – un ofițer
- Gerhard Lau – un servitor
- Anna Lindemann – o damă
- Herbert Mewes-Conti – un admirator
- Walter Salow – un servitor
- Nico Turoff – un servitor
- Ernst Ullrich – Gefangener
- Inka Unverzagt – o damă
- Teddy Wulff –  un admirator